# Ovidiu Niculescu

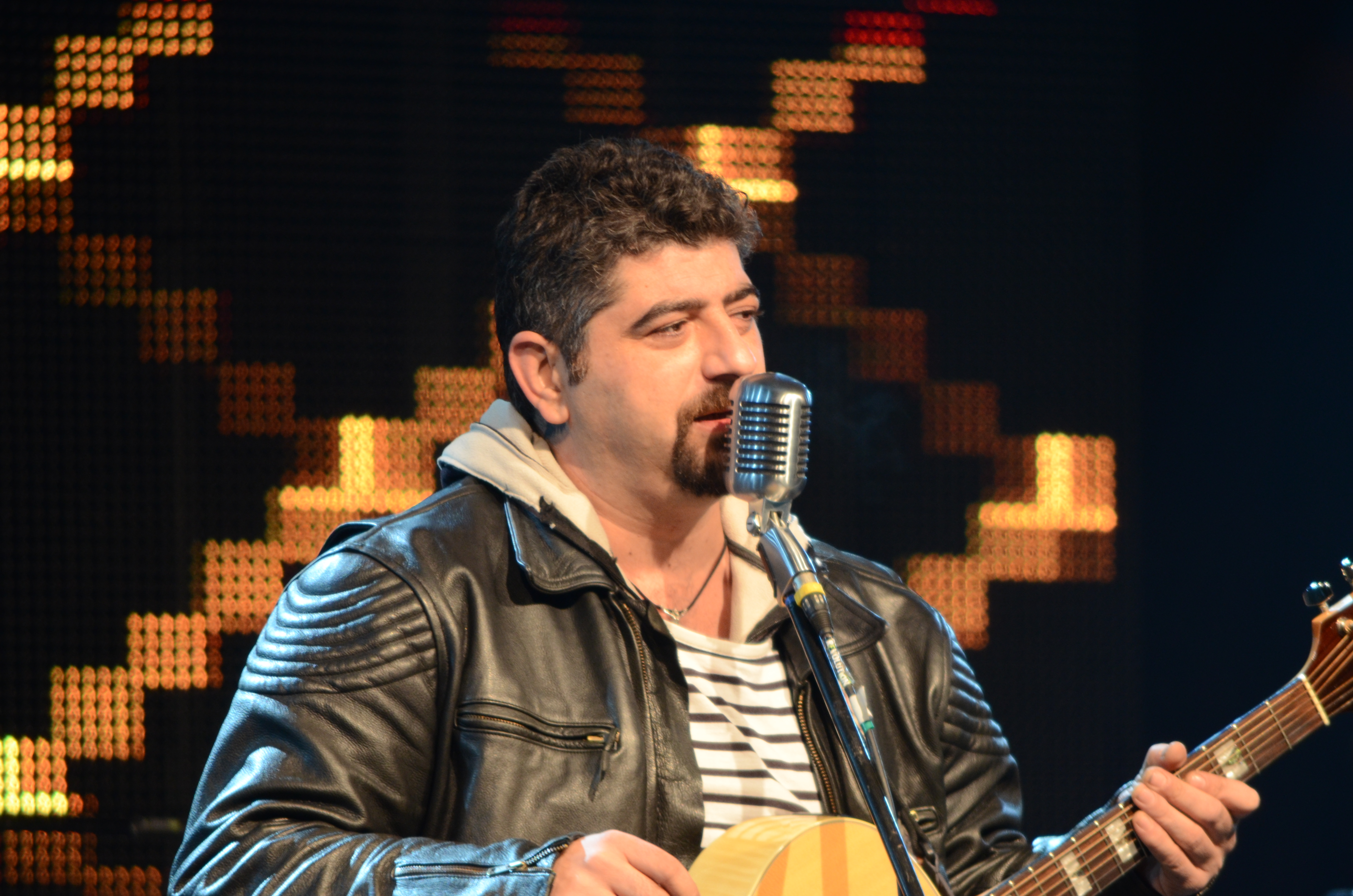
Ovidiu Niculescu (2013)

Ovidiu Niculescu (* 16. August 1974 in Bukarest) ist ein rumänischer Schauspieler.

## Leben
Er besuchte die Bukarester Theater- und Filmhochschule (Institutul de Artă Teatrală și Cinematografică „I.L. Caragiale“). Sein Debüt gab er 1996 in dem Film Prea târziu Bekanntheit erlangte er 2007 in dem Film Restul e tăcere. Im selben Jahr spielte er in dem Film Pumpkinhead: Blutfehde mit.
2008 trat er in Stille Hochzeit – Zum Teufel mit Stalin! auf. Unter anderem setzte er 2023 seine Karriere in Libertate fort. Zudem ist er als Sänger und Texter in der Band White Mahala.

## Filmografie (Auswahl)
- 1996: Prea târziu
- 2004: The Defender
- 2004: Blessed – Kinder des Teufels
- 2007: Restul e tăcere
- 2007: Pumpkinhead: Blutfehde (Pumpkinhead: Blood Feud)
- 2008: Fire & Ice: The Dragon Chronicles
- 2008: Stille Hochzeit – Zum Teufel mit Stalin! (Nunta mută)
- 2014: Jede Minute zählt (Dying of the Light)
- 2023: Libertate